# GUNDAM系列

\

-->
-->
高達系列是日本軍事科幻题材跨媒体系列。系列為富野由悠季1979年執導的電視動畫《機動戰士GUNDAM》，及其所派生出來的續作、外傳及其他系列的總稱。
這個由日昇（現成為萬代南夢宮影像製作旗下動畫部門）制作的系列科幻動畫作品，对以日本為首的全球次文化界产生重大的影响。除了动画以外，作品还广泛出现在电影、OVA、漫画、小说、电子游戏、特摄、模型等領域。其品牌市值據估計逾500億日元。系列品牌可謂日本甚至世界動畫的頂峰IP之一。
《機動戰士GUNDAM》之前的巨大机器人动画屬於善惡二元論色彩重的单元劇故事（超級機器人），觀眾年齡層偏低；而《機動戰士GUNDAM》则首次在固定的世界观中对国家、战争、人物進行較深刻的描繪，大大提升了機器人動畫的深度。其中被称为机动战士的人型机器人作为武器和道具，被称为“寫實机器人”，其后类似的机器人动画因為高達系列的影響也往真實系科幻類別發展。

## 名称
鋼彈早期的製作中有很多關於自由的參考：白色基地最初是“自由堡壘”，核心戰鬥機是“自由翼”，而槍手是“自由巡洋艦”。 Yatate團隊將英文單字「gun」與「freedom」的最後一個音節組合在一起，形成了合成詞 Gundom。富野將其改為「Gundam」，暗示一個單位揮舞著強大的槍支，足以阻擋敵人，就像水力發電大壩阻擋水一樣。

（GUNDAM）在中國大陸一般譯為「高達」或「敢達」、港澳譯為「高達」，臺灣譯為「鋼彈」。
当万代公司正式进入中國大陆市场时，本来想使用香港的官方译名“高達”，但其名称已经被某间公司所抢注。在万代公司不肯付出高价的情况下，只好改名。经过佚名创作后，变成“敢达”这个名字，全称则变为《机动战士敢达》。但中國大陆的爱好者们一般还是认可“高達”这个译名，称其为《機動戰士高達》，比《机动战士敢达》更为常见。在相关公司已倒闭后，现官方译名已经逐渐变更为“高达”。

## 世界观与设定
因為高達本是一部動畫和其主角的機器人的名 ，所以本意上系列是指動畫，或者認為動畫都是較有官方和正統的地位，所以下文特別指動畫作品。可是機動戰士高達的擴展宇宙首先是被模型玩具（鋼普拉）帶紅，並且推出了多媒體的作品，如漫畫和小說與電子遊戲或戰棋甚至真人電影和電視劇等，都屬於廣義的高達系列作品。

### 主流作品系列
機動戰士GUNDAM的世界分爲两大类，一类是始于1979年首播的《机动战士高达》的宇宙世纪系列，这一系列作品的故事围绕着地球联邦与吉翁之间的纷争而展开；另一类则是从1994年《机动武斗传G高达》开始的各种发生在不同宇宙、不同世界观的高达故事线，其中包括主角和敌方都是美男子的《新机动战记高达W》系列以及2002年开始的《机动战士高达SEED》系列等。
主流的高達系列動畫，是同時集合之前便存在的兩派科幻動畫賣點一身，即太空歌劇像宇宙戰艦大和號和超級系機器人動畫如鐵甲萬能俠等，兩特色於一身，但比這兩種作品更有真實感覺，可以稱為硬科幻暨軍事科幻。
所以開拓了日後被稱為寫實機器人的動畫風格。

#### 宇宙世紀
至今仍然有一部分鋼彈迷堅持宇宙世紀才是正統系列，因為它擁有和初代鋼彈相似的人物和組織名稱，機器的造型和名稱也較相似。另一方面看其幕後的制作人員多半是從初代的班底，如較多由富野由悠季親自監督或日昇的第一工作室的作畫，所以在分鏡和攝製的技巧也有繼承關係。還有不少較早觀看高達系列的觀眾，認定宇宙世紀是原祖高達的共同世界代名詞。
但按官方的定義即使是UC系列，很多小說和漫畫都被否定了正統的地位，甚至被動畫化的作品都不一定是正史，反之在非UC系列也有正統的作品。可仍然是粉絲最多或者因為和初代的關係，可稱為本家系列。

#### 其他軍事科幻或硬科幻派動畫
首先見於G GUNDAM，和宇宙世紀一樣是正經地拍一個有關政治和軍事的故事，但屬於一部完成的簡化的以地球中心的近未來科幻動畫。和宇宙世紀系列一樣，僅有較太空歌劇低得多的科技水平，如沒有超光速旅行和通信手段。
因為其制作出來的總片長和集數都超過了宇宙世紀系列，所以可以說是在非宇宙世紀的正統鋼彈系列。而其特色是和宇宙世紀一樣，都是從一部電視動畫而來，製作的導演擁有使用全新的背景設定，所以不重覆使舊作相似的人物組織機械等，而這類作品多是出於日昇其他工作室之手，有別於第一工作室的作畫風格，但也形成了自己的固定觀眾而足和宇宙世紀系列分庭抗禮。
雖則各紀元名義上可組成一條完整時間線，但作品皆僅是一至兩季，每季也是三個月至一年，集中在單一場戰爭發展到結束，描述人類在某一紀元進入宇宙時代後的狀況。
年份代號的不同對部分觀眾認為暗示了人類與高達文明曾歷經多次種族滅絕和重建的過程；但亦有人認為只是類似現實年號的設定代表政治的變化；同樣有觀眾認為不同年分代號只是平行宇宙，各自獨立沒有前後之分。但都方便讓每一部作品的科技水平和世界觀都能夠輕易作完全重啟。而日昇方面用推出Turn A的方式支持頭一種說法，但並未被所有觀眾接受。
此一隱藏設定方便不同風格的製作團隊更自由地發展高達故事與商品，亦讓不同年代的受眾群能夠更容易透過一部作品，中途加入系列支持者行列。而這些作品較少有續集外傳等，鮮有使用電視以外的發行方式，其電影動畫和OVA或網絡動畫也是產量很少，在發展時幾可確認是作為該作故事和商業上的收結。
這裡有兩個值得注意的發展：
1. ∀GUNDAM是非常例外地存在，其是以一定假設的遙遠未來看包括了宇宙世紀和其他系列，背景人類早便飛越銀河，可從滯留在地球和月球的人類出發，其他主流高達作品都一律被視為遙遠的過去，在對白而且一律稱為宇宙世紀。而劇中官式叫黑歷史。
2. 2010年代前雖然在遊戲或漫畫與小說等媒體發表過，用太陽系其他行星做背景的作品，但遠離地球引力範圍的深空，一直被動畫純用作背景地存在。而實際對白和設定上，地球圈的能源除太陽能外，一般都較依賴木星的氦3。直到有火星勢力的GUNDAM AGE播放為止，地球圈外的內太陽系才正式成為新戰鬥的舞台。而在它之前日昇有人提出，日後稱為鐵血的孤兒的相似企劃，而鐵血同樣被製作成電視動畫。

### 先鋒派藝術與多媒體娛樂
另類的系列是一些沒有涉及虛擬的戰爭和政治的作品，主要是指在劇中把高達視為虛構故事的，由原版製作團體做的二次創作，好像原版的同人誌一般。
下文集中在動畫媒體的發展，其中有兩大系列最受注目的，即SD GUNDAM與高達創戰者 。而值得注意的是系列的40周年時，包括最新SD GUNDAM和高達創戰者季度，都是用網絡劇方式發表。
雖然早在80年代便有SD GUNDAM，但一直只有漫畫和OVA，到2004年終於攝製電視SD GUNDAM FORCE，開始了多部長篇電視作品。
2010年在系列30周年時，推出用鋼普拉對戰OVA，模型戰士GUNDAM模型制作家 起始G，並在2013年推出電視動畫高達創戰者，並續推出同系列的多部作品。
日昇授權的官方同人漫畫機動戰士：鋼彈桑也於2014年拍成電視動畫了。
2021年遊戲的創壞者GUNDAM  Breaker對戰風雲錄推出六集短片。
在2021年推出六集的創戰者真人電視劇GUNDAM BUILD REAL後，在2022年度至今，續推出以新鮮社會人的女孩OL為主角的，與動畫水星的魔女同樣發展女性市場，由女模型玩家角度出發的電視劇，量産型リコ(量產型璃子)系列，還推出達三季共三十集之多的。
而一些富實驗色彩的作品亦告問世，包括和本來故事不同的短片電腦動畫GUNDAM EVOLVE，虛擬現實電影動畫GUNDAM THE RIDE和模擬記錄片Ring of GUNDAM等前衛風格的作品。
另外，用眾多不同作者的獨立机器人动画角色制作的热卖游戏《超级机器人大战》系列以GUNDAM系列为中心，也是让GUNDAM再次受欢迎的主要原因之一。

## 系列的開展

### 機動戰士GUNDAM(元祖高達)
初時是以GUNBOY（約2米高的動力服，類似星艦戰將的風格和反抗外星人的侵略，但稍後改以人類之間的戰爭為主軸）為題，後來因應贊助商要求改為18米高，並以《機動戰士GUNDAM》為題，被定爲一年計劃的機器人動畫而製作、播放，而且定位成青少年的作品。可是因為作品的風格與當時主流的機械人作品並不相同，收視率和週邊玩具的銷售額每況愈下，播放集數也從原定的50集被縮減為43集。但次年轉到午夜的時段重播時卻突然大受當時的高中生及已經投入社會的動畫迷歡迎，並在1981年及1982年重新編集成共三部的劇場版電影，從此成為不滅的系列作。
機動戰士GUNDAM的塑膠玩具產品模型，在重播結束半年後，第一個“1:144 Gundam”開始銷售。銷路從一開始就很順利，此後充實了商品的陣容，自小學生到青少年的廣大愛好者使其更爲暢銷。而專為模型銷售，只做了設定的軍事化系列MSV機動戰士模型也大受歡迎。

### 早年的續作
人氣與日俱增的同時，愛好者們期望續作的聲音亦更爲強烈，另一方面日昇原創新一代的機器人動畫，如傳說巨神與太陽之牙和重戰機等，雖然仍然很受到歡迎，但缺少了使觀眾全面追捧的意願。不足取代高達的地位。
爲了回應期盼，在《機動戰士GUNDAM》完結六年後製作了《機動戰士 Z GUNDAM 》（此為史上第一部於台灣電視上播映的鋼彈作品，當時譯名為「剛彈勇士」），開啟了GUNDAM的系列化。與此同時，開始以小說、遊戲等多種媒體展開業務，GUNDAM成爲了一項産業。
Z的收視率之高超過了元祖重播時的數字，並且未被後來系列新作打破，成為罕見的續集成功的例子。雖然故事和元祖有矛盾的地方，但更打下後來系列的基礎。後來於2005-2006年間被重拍成三集電影動畫機動戰士Z GUNDAM劇場版，受到重大的歡迎。
Z的成功使日昇推出第三作即《機動戰士GUNDAM ZZ》，是以系列首度向比較一般機器人動畫更低年齡取向，特色是完全在Z結局的之後數日開始，首集便是前作的總集編。ZZ仍然十分受歡迎後，但日昇有更長遠打算。
便此後制作了一部使用和初代GUNDAM相似設定的機甲戰記威龍，但在故事世界是毫無相關的獨立作品，影響了日後日昇創作的方向。
另一方面又以以前的GUNDAM系列為藍本，製作了搞笑兒童向的SD高達，成為第一部以高達為名，但故事全無關係的動畫。
早期系列用電影《逆襲的夏亞》完結，即兩位主角的陣亡和兩大群體的和解結束了一年戰爭的餘波，並受到熱烈歡迎 。
1989年在原祖高達十周年時，日昇首度推出系列的原創OVA機動戰士GUNDAM 0080：口袋裡的戰爭，雖然史實第一次高達的OVA是SD系列，但那究竟仍然是改編自漫畫的，所以本篇是一般高達迷心中的第一部系列OVA。

### 新的開始
新系列由電影《機動戰士GUNDAM F91》開始，作為放棄地球联邦和自護對決的頭作，並未像前作的成功，但為了之後的TV版新作《V GUNDAM》鋪路。
《V GUNDAM》，由於不再以UC傳統的聯邦和吉翁之間的衝突為背景，未能取得佳績。但採用某些新的製作手法，如使用原創的管弦樂配樂和艱深的哲學思想，並首次讓女主角擔任政治領袖，對當時顯得很太前衛，但對不少較後推出的機器人作品有影響，如新世紀福音戰士等或在同系列後續的W與X等，亦有使用相似的對白和場景。最重要的是其錄影帶和雷射影碟銷量較高，彌補收視不高仍然算商業上成功，所以成為系列的邪典作品。
在1990年代為了開闢新市場，引入新风格而制作的《G GUNDAM》，首次不再由富野執導和不使用宇宙世紀的年號。
开创了GUNDAM系列較富超級系機器人動畫手法作品，也是第一次以競賽而非戰鬥做主軸，但實際上本片的競賽是類似現實中的奧運會或世界杯一般，每四年一度由國家為單位參賽，富於政治宣傳的味道的體育競技。《G GUNDAM》中滲入大量的「香港元素」令眾多香港的GUNDAM同好看得不亦樂乎。本劇在香港播出時，官方廣東話插曲曾被一些不明就里的觀眾投訴電視台篡改日本原聲動畫歌曲。由《G GUNDAM》開始，到《GUNDAM W》以至《GUNDAM X》，這三部於平成年初期間播放的作品，均以原創的非UC紀元為背景，因此有人便將它們合稱為「平成三部曲」，代表著鋼彈的另一創作高峰。而其風格間接影響到在十多年後的鋼彈創鬥者系列。
GUNDAM引入寫實風格也是從90年代幾部OVA开始的，其中在GUNDAM历史上大受好评的OVA兩部作《機動戰士GUNDAM 0083：Stardust Memory》和《機動戰士GUNDAM第08MS小隊》，承接前面的0080。这三部作品摒弃了富野的风格，以趋向真实为目标，设定严谨，作畫精致而著称。之后又陸續推出了其剧场版《吉翁的残光》和《米拉的报告书》，大致上可视为总集篇，僅有少量新作画面出现。
《GUNDAM W》採用了類似現場舞台演出的元素，如現實中不可能的光暗等方式，配合美少年形象的鋼彈駕駛員，出乎意料地大受女性觀眾歡迎，打破鋼彈愛好者以男性為主的傳統局面，美形角色的充斥亦為日後如《GUNDAM SEED》及《GUNDAM 00》等所承襲。其反战思維逐漸成為GUNDAM的主流，这一点在后来的TV新作中有所体现。
《GUNDAM X》的背景屬於末日幻想風格(類似瘋狂麥克斯或北斗之拳等)，有和前二作或宇宙世紀相對的，在和平失敗後地球被文明毀滅的世界觀。但人氣與評價低迷，由本來五十集被縮短為三十九集，GUNDAM陷入了低潮。
這時日昇首度制作一部沒有巨大機器人，但擁有新人類(故事世界觀是基因改造)的設定，用宇宙戰艦做主武器的太空歌劇動畫星界的紋章，某種意義為TURN A和SEED做了驗證。而同期富野的機動神腦，因為擁有超未來的居民點的建造者的背景，和實際在畫面活躍的現代人類，這雙重的設定也可以視為TURN A的另一實驗或原型作品，
《∀GUNDAM》再度由富野執導，把以上的“平成三部曲”(G、W、X)合併到宇宙世紀之作，也有繼承GX地球文明毀滅後的復古時代，是系列中第一次兼至今唯一，出現超光速等像太空歌劇的技術。在背景的人類和星界一樣其實早已飛越銀河了，但滯留地球的居民被迫使用比現實世界還落後的機器生活，並視前作的科技為超古代文明(有些像機動神腦的手法)。被富野定位為「最後的GUNDAM」與官方定性超未來的鋼彈，但这在商業上顯然仍是失敗的，但其內涵在GUNDAM史上取得崇高地位。剧场版《地球光》、《月光蝶》，是TV版的总集篇。
《G-Saviour》Turn A同時制作的系列首次真人電影，作為系列二十周年紀念，亦是宇宙世紀的結局。

### 2000年代的新作
《GUNDAM SEED》作為「21世紀的初代鋼彈」，把標題回歸為機動戰士，而不是簡單叫xx高達或機動xx。而曾經多年缺席高達的Haro在SEED再度登場，之後的高系列只有鐵血的孤兒沒有出現。
採用部分相似初代的劇情，美形的人物設計，有比較結實的科技考證和合理的機械構造，更首先大量地引入生物工程改良人種的提法，不只限取得了商業上的巨大成功，同時引起了大量的討論。
《機動戰士GUNDAM SEED DESTINY》為《GUNDAM SEED》續作，因為較為粗糙的製作品質，比如兼用卡使用頻繁，加上人們的各種猜測、甚至造謠，導致作品的評價褒貶不一，但依然不影響它的商業成績，甚至比SEED時期更加地成功。
TV版播放完結後推出的OVA《機動戰士GUNDAM SEED C.E.73 Stargazer》雖頗獲好評，可惜沒有造成話題。由於採用大河原邦男機設及SEED商業化成功，CE紀元亦成為繼UC之後，擁有MSV設定的第二大GUNDAM系列。Stargazer(觀星者)也算是系列動畫第一次把視野稍移出地球和月球重力範圍。
后来UC纪元又一次推出全新的全3D的OVA作品，機動戰士GUNDAM MS IGLOO系列。第一部以吉翁装备试验部队的视角重新演绎波澜壮阔的0079一年战争，但因“吉翁翻案风”味道过重而被指为“军国主义复辟”。第二部重力战线以联邦军普通士兵的视角记述一年战争期间在地表发生的战斗。
《GUNDAM 00》首次使用高清電視格式製作維持了平成三部曲和SEED採用較原創的背景，但又很強烈硬科幻和軍事風格，取得商業化與深度的平衡。TV版播放完結後上映了劇場版電影，大膽嘗試了鋼彈史上首次的人類對外星生命體的遭遇，透過另一種方式詮釋原點。本編首次由並非日昇任職的水島精二監督，後續的一部分新作都有使用外人主導的做法。
同時把Z GUNDAM 重新拍攝成電影即機動戰士Z GUNDAM劇場版，並未採用元祖高達的總集編手法，而是實際幾乎全部重拍，得到絕大多數人的喜歡。
2006年日昇制作了一部用模擬現實為題材的機器人動畫ZEGAPAIN，继機甲戰記和星界的紋章後，又一部日昇的獨立創意作品後來影響到高達的發展上，便是把虛擬現實遊戲和鋼普拉模型用於動畫本身去:繼SD系列後另一種仿戲風格的高達動畫推出的，便是另一部三十周年的紀念作模型戰士GUNDAM模型製作家 起始G，開始了帶紅高達系列的鋼普拉間的模型玩家間的比試為題材，即日後的高達創戰者系列。

### 2010年代最近的作品
日昇在這十年間推出三部新的有別於前作的原創高達系列電視作品，即AGE和復興跟鐵血。雖然沒有用宇宙世紀的年號，並採用僅有較接近現實的硬科幻或軍事科幻風格，但故事時代其實離現代較遠的未來，和現代中間隔著多次重大戰爭與和平時代，而世界經歷多度政權變更。而故事中的武器較為落後不像GX或TURN A是單純是因為地球文明被毀滅的末日幻想，而是為了防止戰爭故意限制科技，而且作品並不是肯定這種做法反而是批判，不只做成生活上的不便和經濟發展的緩慢，甚至喪失了治療惡疾和減輕勞動的技術地步。
而背景不再只限地球和月球引力範圍內，都是由地球和鄰近行星關係構成的，人類廣泛地在太陽系活躍的世界觀，甚至可以說是從地球聯邦向銀河帝國的過渡時代。
順便一提早在元祖高達十周年便有地球和太陽系內其他行星間的故事的方案，最後未動畫化而以漫畫的機動戰士GUNDAM F90和機動戰士海盜GUNDAM，與各種遊戲的方式現身。
而各種媒體都較明確地表示，這幾個作品的時代是在介乎於在較早的高達故事近未來的世界觀和日後在太空歌劇的TURN A中間的同一時間軸上，而否定部分堅持不同年號是平行世界的說法。首先在AGE遊戲中可以使用在宇宙世紀和SEED或00的機體，又在第三十七話說明歷史上有類似GUNDAM W的數百架無人機動戰士隊伍，而在富野明確地解釋復興是在宇宙世紀後到TURN A時代中間。
《GUNDAM AGE》挑戰全年齡市場，由並非日昇出身的山口晉和日野晃博主導，後者更是著名電子遊戲開發者。寫的是一個偉大的家族對全人類和平政治的貢獻，時間跨越近百年主角分別是該家族的祖孫三代家主的事蹟。從第一代主角由幼小成長到衰老在邁向權力的顛峰，並成為系列首次男主角擔當政治的領袖，但同時他所愛的人被害。但和其孩子和孫子的第二、三代主角的代溝紛爭與攜手向前的意味，較能讓年輕或反過來說中老年的觀眾接受。而第一次在高達系列的電視作品中，以地球和太陽系其他行星（火星）戰爭為主軸的故事。但因為主要的導演和編劇都是以拍動畫上的半新人，而且以不算長的故事拍攝歷時數十年的戰爭，做成故事的節奏不當的快轉。所以本篇並未獲得普遍的好評而收視率較低，但其中二代主角的故事較受到歡迎，所以播放完結後被編輯成OVA總集編《MEMORY OF EDEN》。
《GUNDAM G之复国运动》是闊別久的富野再度執導本系列的電視作品，GX和TURN A的中間世紀末的後續，正在重建地球文明的世界觀。這次背景涉及地球和另一鄰近行星金星間的互動為主軸，這次地球不但無法自認擁有對太空的主權，反而淪為像殖民地般的地位而被太空居民封鎖提供新科技。因為男女主角是自幼被分離的姐弟，彼此擁有像亂倫般的感情。而在當時系列電視作品中最短的26集，直到最近才被水星的魔女的電視連ova只有25集打破。但因為在意外地高收視，優勢是節奏明快避免過長的篇幅，即被拍成電影五部曲並已經全部上映。
《機動戰士GUNDAM 鐵血的孤兒》是首套在電視系列中不採用勝利者的立場叙事，放棄歷代GUNDAM系列的“光束武器”戰鬥風格的作品，劇中大部分機體都是用“冷武器”和類似現實存在的“火器”作戰。和AGE一樣以地球和自認有權獨立建國的火星間的關係主軸，但改從火星的反抗軍當主角與角度出發，並在前史上設定較獨特地引進了人工智慧叛變的元素和電腦龐克的設定。這部請來了經典戀愛動畫TIGER×DRAGON！的長井龍雪和岡田麿里兩位非日昇人員主導製作，做成較兩極化的評價。便是有使用很多像戀愛小說的手法，有別像Z W SEED 00 等前作僅是用美男子號召女觀眾，而直接用戰爭下存活的女孩說一個她們男朋友的故事，並且首次在本系列電視動畫中用男主角戰敗身亡結局的悲劇性的故事等。一個方面上獲得到很多獎項和部分人極高的評價，但主流電視觀眾沒有好感，做成收視率較低的實情。
同期日昇方面開始製作一些雖然屬於宇宙世紀年號，但故事和既有作品有比Z更明顯衝突的高達動畫，並在ova和電影跟電視網絡等多媒體上播放。而更加使人意外是這種作品，比較同時代的獨立年號作品，受到更多人注意和肯定。
首先是把00年代的獨角獸系列小說動畫化，《GUNDAM UC》為GUNDAM三十週年的紀念作，七集的OVA，再次延續UC的作品並把宇宙世紀系列再電視動畫化。和00一樣後續拍電影《機動戰士GUNDAM NT》，系列首次出現擬似時間旅行的情節，也是多年來宇宙世紀再度有電視版動畫和原創的電影版。
然後是把《機動戰士GUNDAM THE ORIGIN》這初代的前傳的漫畫動畫化，但實際有別於本來的故事，角度傾向「自護公國興亡史」出發，動畫而起初以OVA姿態問世，後續以電影和電視方式推出。
然後是兩部網絡劇動畫機動戰士GUNDAM Thunderbolt和機動戰士GUNDAM Twilight AXIS，都擁有和高達原始故事矛盾的設定。
2019年系列40周年時，日昇發表推出新的原創高達電影動畫。

### 2020年代重新出發
GUNDAM G之復國運動推出五部總集編電影，並從2019年尾到2022年間全部上映了。
繼機動戰士GUNDAM NT後是機動戰士GUNDAM 閃光的哈薩威。而閃光因為是以馬沙的反擊的小說而不是動畫做後續發展改編，所以也延續Twilight AXIS的和本傳有衝突的路線，預計共推出三部之多。
在2021年推出創戰者真人日劇，後續是在2022年至現在推出，從女孩的角度出發的鋼普拉玩家的電視劇量產型璃子。
2022年宣告全新正統電影和電視動畫，並配合日昇動畫改名萬代南宮夢影像制作的計劃。
首先是電影機動戰士GUNDAM 庫克羅斯·德安之島，是用機動戰士高達原電視第十五集改編而來。
然後是鐵血後多年再推出新的紀元的電視動畫，機動戰士GUNDAM 水星的魔女都已經在同年推出和次年全部播完，是系列首次使用女性擔當正式的主角。本編和復興一樣全片較短而且更分成三部分，前傳ova和兩季電視版推出，雖然有部分人不滿意其百合風格和過快的敘事模式，但總體受到較多觀眾肯定並獲得較佳的收視率。
水魔兩季中間時鐵血的孤兒推出特別總集篇，但略去結局篇。
機動戰士GUNDAM SEED製作電影動畫，內容是DESTINY的續篇機動戰士GUNDAM SEED FREEDOM，並於2024年初上映。本片不只票房為系列電影之冠而口啤都說相當高的，並在同年11月1日日昇宣佈開拍同系列的新作動畫機動戰士GUNDAM SEED FREEDOM ZERO，媒體形式較可能是OVA，背景時間在FREEDOM 和DESTINY中間。
之後萬代宣告推出新作網路動畫機動戰士復仇的安魂曲，背景是在一年戰爭時代的。2024年萬代續宣告將推出機動戰士高達：銀灰的幻影，將為系列第一部虛擬現實電影動畫，背景是在獨角獸時代。
2024年12月4日更宣告下一部電視動畫，機動戰士Gundam GQuuuuuuX將繼續由女性做主角。2025年1月17日首演前導電影机动战士高达：跨时之战，確認是電視系列三十年來回歸宇宙世紀，但是實際故事不同原著的作品，時間在0083至Z高達中間0085年。而電視只有十二集並在六月尾完結，是歷來高達最短的原創電視動畫了。
萬代與傳奇影業2025年2月7日宣告，達成制作高達真人電影的計劃。

## GUNDAM文化
GUNDAM系列的魅力不止一个，从爱好者对GUNDAM不同的迷恋中能看到区别。
其魅力之一是人物。敌我双方的登场人物都有各自独特的哲学，而且留下许多名句。也因此，大部分主要登场人物各自拥有不少固定的爱好者，但是喜欢多个人物的爱好者却是不计其数。这些人物的名句，成为爱好者们日常用语的一部分。爱好者在说话中不时插入这些名句，在写作时也会引用，就算出现在讽刺诗中也不稀奇。
另一方面，故事的构成也吸引了许多的爱好者。系列基础中独特的世界观和哲学进入现实，构成了可以梦想的空想世界。近几年，厂商制作了许多就能体验到这个空想世界的电子游戏，这些相关游戏同时也大受欢迎。
对机械的深入描写也成为其受欢迎的不可或缺的原因之一。GUNDAM系列的机械设计对此后的科幻作品产生了巨大的影响。大河原邦男、永野護、等职业设计师也因为与GUNDAM的关系而扬名立万。

## GUNDAM年表
| 未来時代設定                      | 作品 | 主人公所屬的群體                                                                                      | 对立派 |
| 宇宙世纪                          | 宇宙世纪 | 宇宙世纪                                                                                              | 宇宙世纪 |
| --------------------------------- | --- | --- | --- |
| 宇宙世纪0068 - 0079年             | 《機動戰士GUNDAM THE ORIGIN》(2015年 - 2018年) | 吉翁公国(ジオン公国)                                                                                  | E.F.S.F.(地球聯邦軍)                                                                                           |
| 宇宙世纪0079年                    | 《機動戰士GUNDAM》(1979年 - 1980年) 《機動戰士GUNDAM 第08MS小隊》(1996年 - 1999年) 《機動戰士GUNDAM MS IGLOO》(2004年 - 2009年) 《機動戰士GUNDAM THE ORIGIN》(2015年 - 2016年) 《機動戰士鋼彈 雷霆宙域戰線》(2015年 - 2017年) | E.F.S.F.(地球聯邦軍)                                                                                  | 吉翁公国(ジオン公国)                                                                                           |
| 宇宙世纪0079年                    | 《机动战士高达：跨时之战》（2025年） | 吉翁公国(ジオン公国)                                                                                  | E.F.S.F.(地球聯邦軍)                                                                                           |
| 宇宙世纪0080年                    | 《機動戰士GUNDAM 0080》(1989年) | 吉翁公国(ジオン公国)                                                                                  | E.F.S.F.(地球聯邦軍)                                                                                           |
| 宇宙世紀0081年                    | 《機動戰士鋼彈戰記》（2009年） | E.F.S.F.(地球聯邦軍)                                                                                  | 吉翁軍殘黨(ジオン軍残党)                                                                                       |
| 宇宙世纪0083年                    | 《機動戰士GUNDAM 0083》(1991年 - 1992年) | E.F.S.F.(地球聯邦軍)                                                                                  | 迪拉茨舰队(デラーズ・フリート)                                                                                 |
| 宇宙世紀0084 - 0085年             | 《ADVANCE OF Z 迪坦斯的旗下》（2002 - 2008年） 《ADVANCE OF Z 時代的反抗者》（2010年） | 迪坦斯（ティターンス）&幽谷（エゥーゴ）                                                               | |
| 宇宙世纪0085年 -                  | 《机动战士高达：跨时之战》（2025年） 《机动战士Gundam GQuuuuuuX》（2025年） | 加涅邦有限公司-->>索頓號                                                                              | 前半：軍團戰對手 後半：吉翁（基希莉亞派系） 最終話：RX-78-2鋼彈 （別的世界線）                                 |
| 宇宙世纪0087年                    | 《機動戰士Z GUNDAM》(1985年 - 1986年) 《GUNDAM GREEN DIVERS》(2001年) 《Z GUNDAM A NEW TRANSLATION》(2005年 - 2006年) | 幽谷&卡拉巴(エゥーゴ&カラバ)                                                                          | 迪坦斯&阿克西斯(ティターンズ&アクシズ)                                                                         |
| 宇宙世纪0088年                    | 《機動戰士Z GUNDAM》(1985年 - 1986年) 《機動戰士GUNDAM ZZ》(1986年 - 1987年) 《機動戰士GUNDAM SENTINEL》(1987年－1988年) 《Z GUNDAM A NEW TRANSLATION》(2005年 - 2006年)                                                      | 幽谷&卡拉巴(エゥーゴ&カラバ) E.F.S.F.(地球聯邦軍)α任務部隊                                            | 新吉翁(ネオ・ジオン) 新迪賽斯（New Decides）                                                                   |
| 宇宙世纪0089年                    | 《機動戰士GUNDAM ZZ》(1986年 - 1987年) | 幽谷&卡拉巴(エゥーゴ&カラバ)                                                                          | 新吉翁(ネオ・ジオン)                                                                                           |
| 宇宙世紀0092年                    | 《機動戰士MOON高達》（2017年 - ） | E.F.S.F.(地球聯邦軍)                                                                                  | 新生新吉翁(新生ネオ・ジオン)                                                                                   |
| 宇宙世纪0093年                    | 《機動戰士GUNDAM 逆襲的夏亞》(1988年) | E.F.S.F.(地球聯邦軍)                                                                                  | 新生新吉翁(新生ネオ・ジオン)                                                                                   |
| 宇宙世纪0094 - 0096年             | 《機動戰士GUNDAM UNICORN》(2010年 - 2014年) 《機動戰士GUNDAM Twilight AXIS》(2017年 - ) | E.F.S.F.(地球聯邦軍)                                                                                  | 新吉翁残党「帶袖的」(ネオ・ジオン残党「袖付き」) Birnam(バーナム)                                              |
| 宇宙世紀0097年                    | 《機動戰士GUNDAM NT》（2018年） | E.F.S.F.（地球聯邦軍）                                                                                | 新吉翁殘黨「帶袖的」（ネオ•ジオン残党「袖付き」）                                                              |
| 宇宙世纪0100 - 0105年             | 《》(1989年 - 1990年) 《机动战士GUNDAM 闪光的哈萨维》（2021年 - ） | 馬法提·納比尤·艾林(マフティー・ナビーユ・エリン)                                                                        | E.F.S.F.(地球聯邦軍)                                                                                           |
| 宇宙世紀0112 - 0122年             | 《機動戰士鋼彈F90》（1990年） | E.F.S.F.(地球聯邦軍)                                                                                  | 火星吉翁（マースジオン）                                                                                       |
| 宇宙世纪0123年                    | 《機動戰士GUNDAM F91》(1991年) | E.F.S.F.(地球聯邦軍)                                                                                  | 死亡先鋒军(クロスボーン・バンガード)                                                                           |
| 宇宙世纪0133年                    | 《機動戰士海盜鋼彈》(1994年 - 1997年) | 死亡先鋒军(クロスボーン・バンガード)                                                                  | 木星帝國(ジュピター・エンパイア)&E.F.S.F(地球聯邦軍)                                                           |
| 宇宙世紀0136年                    | 《機動戰士海盜鋼彈 鋼鐵的7人》(2006 - 2007) | 死亡先鋒军(クロスボーン・バンガード)&E.F.S.F(地球聯邦軍)                                              | 木星帝國(ジュピター・エンパイア)                                                                               |
| 宇宙世纪0153年                    | 《機動戰士V GUNDAM》(1993年 - 1994年) 《機動戰士海盜鋼彈GHOST》（2011年 - 2016年） | 神聖軍事(リガ・ミリティア)、蛇之足（セルピエンテ•タコン）&E.F.S.F(地球聯邦軍)                         | 贊斯卡爾帝國(ザンスカール帝国)&沙卡斯（サーカス）                                                              |
| 宇宙世紀0169年                    | 《機動戰士海盜GUNDAM DUST》（2016年 - 2021年） | 無敵運送、強盜&民兵                                                                                   | 獨眼巨人（キュクロプス）、讚美之國（ニム）                                                                     |
| 宇宙世纪0203年                    | 《Gaia Gear》(1987年 - 1991年) | 梅塔特隆 (ガイア・ギア)                                                                               | 地球聯邦軍（MHA）                                                                                              |
| 宇宙世纪0223年                    | 《G-SAVIOUR》(2000年) | 光照派(イルミナーティ)                                                                                | CONSENT(SETTLEMENT国家议会)                                                                                    |
| ANOTHER GUNDAM                    | | | |
| 未来世纪60年                      | 《機動武鬥傳G GUNDAM》(1994年 - 1995年) | 撲克同盟(シャッフル同盟)&鋼彈聯盟（ガンダム連合）                                                     | 恶魔鋼彈軍團(デビルガンダム軍団)                                                                               |
| 後殖民紀元195年                   | 《新機動戰記GUNDAM W》(1995年 - 1996年) | 鋼彈部隊(ガンダムチーム)                                                                              | OZ 地球圈統一聯合軍(地球圏統一連合軍) 白色獠牙(ホワイトファング)                                               |
| 後殖民紀元196年                   | 《新機動戰記GUNDAM W 無盡的華爾茲》(1997年 - 1998年) | 預防者(プリベンター)                                                                                  | 瑪麗梅雅軍(マリーメイア軍)                                                                                     |
| 火星世紀0022年（後殖民紀元224年） | 《新機動戰記GUNDAM W 凍結的淚滴》（2010 - 2015年） | 預防者（プリベンター）                                                                                | 火星聯盟（火星連邦）                                                                                           |
| 戰後紀元15年                      | 《機動新世紀GUNDAM X》(1996年) | 自由號同盟(フリーデン同盟)                                                                            | U.N.E.(新地球聯邦軍) 宇宙革命軍 D.O.M.E.                                                                       |
| 正曆2345年                        | 《∀GUNDAM》(1999年 - 2000年) | 民兵(ミリシャ)                                                                                        | 迪亞娜迎擊隊(ディアナ・カウンター) 金卡納姆艦隊(ギンガナム艦隊)                                                |
| 宇宙纪元71年                      | 《機動戰士GUNDAM SEED》(2002年 - 2003年) | O.M.N.I.(地球連合) ORB(歐普聯合首長國)                                                                | Z.A.F.T.(札夫特) 藍色宇宙(ブルーコスモス)                                                                      |
| 宇宙纪元73 - 74年                 | 《機動戰士GUNDAM SEED DESTINY》(2004年 - 2005年) 《機動戰士GUNDAM SEED STARGAZER》(2006年) | 终端（即三舰同盟和地球联合和平派及扎夫特旧克莱因派） ORB(歐普聯合首長國) D.S.S.D.(深宇宙探察开发机构) | Z.A.F.T.(札夫特新克莱因派) O.M.N.I.(地球連合) 洛高斯&幻痛(ロゴス&ファントムペイン) ORB(歐普聯合首長國塞兰家族) |
| 宇宙纪元75年 -                    | 剧场版《機動戰士GUNDAM SEED FREEDOM》（2024） | 世界和平監察組織「羅盤」                                                                              | 藍色宇宙(ブルーコスモス) 基金國                                                                                |
| 西元2307年                        | 《機動戰士GUNDAM 00》(2007年 - 2008年) | 天人(ソレスタルビーイング)                                                                            | Union(聯邦) A.E.U.(新歐盟) H.R.L.(人類革新聯盟)                                                                |
| 西元2312年                        | 《機動戰士GUNDAM 00 II》(2008年 - 2009年) | 天人(ソレスタルビーイング) 純源(カタロン)                                                             | A-LAWS 變革者(イノベイター)                                                                                    |
| 西元2314年                        | 《劇場版 機動戰士GUNDAM00 -A wakening of the Trailblazer-》(2010年) | 天人(ソレスタルビーイング) E.S.F.(地球联邦)                                                           | E.L.S. |
| 先進世代115年 - 164年             | 《機動戰士GUNDAM AGE》(2011年 - 2012年) | E.F.F.(地球聯邦軍)                                                                                    | 域根(ヴェイガン)                                                                                               |
| 重鍍世紀1014年                    | 《GUNDAM G之复国运动》(2014年 - 2015年) | 首都衛隊(キャピタル・アーミィ) 海盜部隊                                                               | 永賀軍(トワサンガ) 金星軍(ビーナス・グロゥブ)                                                                              |
| 災後323 - 325年                   | 《機動戰士GUNDAM 鐵血的孤兒》(2015年 - 2017年) | C.G.S.(克里斯護衛保全) 鐵華團(てっかだん)&迪瓦斯（テイワズ）                                          | 末日號角(ギャラルホルン)                                                                                       |
| 星元122年                         | 《機動戰士GUNDAM 水星的魔女》(2022年 - 2023年) | 新世開發公社(シン・セー開発公社) 地球宿舍(地球寮)                                                     | 杰特克宿舍(ジェターク寮) 佩爾宿舍(ペイル寮) 葛雷斯利宿舍(グラスレー寮) 寂靜零號(クワイエット・ゼロ)            |

## GUNDAM编年史
因为GUNDAM的全部作品过多，以下以映像作品（電視或電影，以及OVA作品）为主。
（按照現實制作的系列紀元的順序，再在同紀元的故事劇情的時間順序）

### 宇宙世纪（Universal Century, U.C.）
- 机动战士GUNDAM THE ORIGIN（機動戦士ガンダム THE ORIGIN，UC0068 - 动画，2015年首播）
- 機動戰士GUNDAM MS IGLOO一年戰爭秘錄（機動戦士ガンダムMS IGLOO - 一年戦争秘録 -，UC0079.1 -）DVD動畫，2004年推出）
  - 機動戰士GUNDAM MS IGLOO默示录0079（機動戦士ガンダムMS IGLOO - 一年戦争默示录 -，UC0079.1 -，DVD動畫，2006年推出）
  - 機動戰士GUNDAM MS IGLOO 2重力战线（Ms igloo 2 Battlefront Under Gravity -，UC0079.1 -，DVD動畫，2008年推出）
- 機動戰士GUNDAM（UC0079.9-0080.1，電視動畫，1979年首播）
- 機動戰士高達 復仇安魂曲（UC0079，電視動畫，2024年Netflix首播）
- 機動戰士GUNDAM第08MS小隊（UC0079.8-0079.11，OVA，1996年推出）
  - 機動戰士鋼彈：第08MS小隊~米娜的報告~（OVA，1998年推出）
- 機動戰士GUNDAM Thunderbolt
- 機動戰士GUNDAM 0080:口袋裡的戰爭（UC0079.12月底，OVA，1989年推出）
- 機動戰士GUNDAM 0083:星塵回憶錄（UC0083.11，OVA，1991年推出）
  - 機動戰士GUNDAM0083 The Last Blitz of Zeon吉翁的殘光（電影，1992年首映）
- 機動戰士Gundam GQuuuuuuX(UC0085，電視，2025年首播)
  - 机动战士高达：跨时之战(電影，2025年首映)
- 機動戰士Z GUNDAM（UC0087，電視動畫，1985年首播）
  - 機動戰士Z GUNDAM星之繼承者（電影，2005年首映）
  - 機動戰士Z GUNDAM戀人們（電影，2005年首映）
  - 機動戰士Z GUNDAM星辰鼓動之愛（電影，2006年首映）
- 機動戰士GUNDAM ZZ（UC0088，電視動畫，1986年首播）
- 機動戰士GUNDAM （UC0093，電影，1988年首映）
- 機動戰士GUNDAM UC（UC0096，OVA，2010年春動畫化）
- 機動戰士GUNDAM Twilight AXIS（UC0096，OVA，2017年6月動畫化）
- 機動戰士GUNDAM NT（UC0097，電影）
- 機動戰士GUNDAM  閃光的哈薩維 (UC0105，1989年小說）
  - 机动战士GUNDAM 闪光的哈萨维（电影，2021年6月首映)
- 機動戰士GUNDAM F91（UC0123，電影，1991年首映）
- 機動戰士V GUNDAM（UC0153，電視動畫，1993年首播）
- Gaia Gear (UC0203，廣播劇，1987年首播)
- G-SAVIOUR（美國特攝電影，UC0223，DVD電影，2000年首播）

### 未来世纪（Future Century, F.C.）
- 機動武鬥傳G GUNDAM（F.C.60）

### 後殖民紀元（After Colony, A.C.）
- 新機動戰記GUNDAM W（A.C.195）
- 新機動戰記GUNDAM W：無盡的華爾茲（OVA／電影特別編，A.C.196）

### 戰後紀元（After War, A.W.）
- 機動新世紀GUNDAM X（AW 0015-0016）
- 機動新世紀GUNDAM X UNDER THE MOONLIGHT（AW 0024）

### 正曆（Correct Century, C.C.）
- ∀GUNDAM（Turn A GUNDAM，C.C. 2345）
- ∀GUNDAM（Turn A GUNDAM）劇場版I 地球光
- ∀GUNDAM（Turn A GUNDAM）劇場版II 月光蝶

### 宇宙紀元（Cosmic Era, C.E.）
- 機動戰士GUNDAM SEED（C.E.71-72）電視動畫
- 機動戰士GUNDAM SEED DESTINY（C.E.73-74）電視動畫
- 機動戰士GUNDAM SEED C.E.73 STARGAZER（C.E.73）OVA
- 機動戰士GUNDAM SEED FREEDOM（C.E. 75）電影(劇場版)動畫

### 西曆紀年（Anno Domini, A.D.）( 00 )
- 機動戰士GUNDAM 00（西元2307年、2312年）電視動畫
- 劇場版 機動戰士GUNDAM00 -A wakening of the Trailblazer-（西元2314年，片尾彩蛋：2091年、2364年）

### 先進世代（Advanced Generation, A.G.）
- 機動戰士GUNDAM AGE

### 重鍍世紀(Reguild Century，R.C.)
- 高达G之复国运动(R.C.1014)电视动画
- 高达G之复国运动(R.C.1014)五部電影(劇場版)動畫

### 災後 (Post Disaster, P.D.)
- 機動戰士GUNDAM 铁血的奥尔芬斯(P.D. 323)电视动画

### 星元 (Ad Stella, A.S.)
- 機動戰士GUNDAM 水星的魔女(A.S. 122)电视动画

### 其他
- SD GUNDAM系列
- GUNDAM EVOLVE
- 模型戰士GUNDAM模型製作家 起始G
- GUNDAM創戰者
- GUNDAM創戰者TRY
- GUNDAM創戰者 潛網大戰
- GUNDAM創戰者 潛網大戰Re:RISE
- GUNDAM創戰元宇宙

## 遊戲
因有GUNDAM登場的遊戲族繁不及備載，這部分僅收錄只有GUNDAM系列作品登場的遊戲。
- GUNDAM online
- 机动战士GUNDAM：联邦VS吉翁
- 机动战士GUNDAM：基連的野望
- 机动战士ZGUNDAM：AEUG VS Titans
- 机动战士GUNDAM SEED：联合 VS Z.A.F.T.系列
- 机动战士GUNDAM：GUNDAM VS GUNDAM系列
- SD GUNDAM G世代系列
- GUNDAM無雙
- 宇宙世紀GUNDAM ONLINE
- SD GUNDAM Online
- 高達創壞者MOBILE
- 敢达争锋对决
- 鋼彈爭鋒對決
- 鋼彈大亂鬥
- GUNDAM大戰(集換式卡片遊戲)
- MSGO 機動戰士鋼彈Online
- 機動戰士鋼彈回憶錄～歷戰回憶～
- ガンダム 0083 カードビルダー

## 模型
在動畫播映结束後，才開始推出的商品的GUNDAM模型（台灣有縮寫音譯鋼普拉），至今已推出了SD、FG、HG、RE、MG、PG、RG、EG等系列，與1/144、1/100、1/60、1/48 等比例，着重於可動性與造型各方面，在當时可说劃時代，因此大受歡迎。

## 外部連結
- YouTube上的ガンダムチャンネル頻道（日語）
  - YouTube上的レギュラーライブラリー播放列表（日語）
  - ガンチャン＠ガンダムチャンネル的X（前Twitter）（日語）
- 「機動戦士ガンダム40周年プロジェクト」公式サイト （页面存档备份，存于）（日語）
  - ガンダム40周年プロジェクト的X（前Twitter）（日語）
- GUNDAM.INFO | 公式ガンダム情報ポータルサイト （页面存档备份，存于）（日語）
  - ガンダムインフォ的X（前Twitter）（日語）